# União Futebol Clube Os Pastilhas
União Futebol Clube "Os Pastilhas" é um clube de futebol sedeado no bairro das Barrocas, na antiga freguesia da Cova da Piedade, Município de Almada. Foi fundado em 1972.
Este foi o clube onde Luís Figo deu os seus primeiros passos no futebol, antes de envergar as cores do Sporting Clube de Portugal.
Este clube, como muitos outros em Portugal, vive em grandes dificuldades financeiras. Em termos futebolísticos, pratica apenas o futebol de salão e pratica-se andebol na categoria de seniores. 
União Futebol Clube "Os Pastilhas" a equipa que ficou em 1º lugar no Distrito de Setúbal no Escalão de Infantis, em 2ºlugar no escalão de Escola e em 6º no escalão de Iniciados.